# Basso continuo

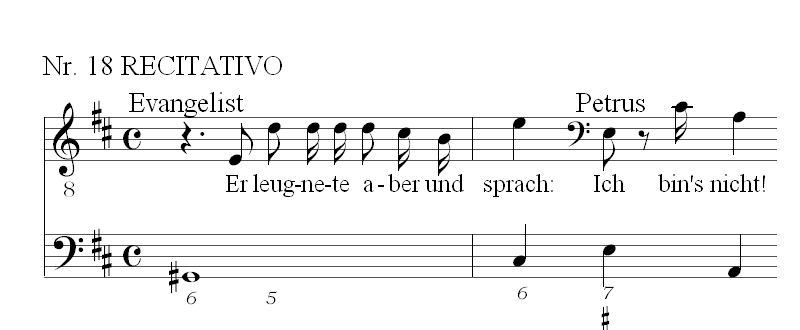
Esempio di basso cifrato.

Il basso continuo (detto anche basso numerato, cifrato o figurato) è la parte musicale di una partitura in cui è notato il registro più grave di una composizione. Esso fu regolarmente utilizzato in tutti i generi musicali vocali e strumentali a partire dall'inizio del XVII secolo fino al cadere del XVIII. Nel basso continuo viene notata in forma sintetica, su un unico rigo, la parte degli strumenti ad esso solitamente destinati (organo, clavicembalo, arpa, tiorba, arciliuto ecc.). Grazie anche alle indicazioni numeriche (da cui il nome di basso numerato, cifrato o figurato), talvolta, ma non necessariamente, presenti sulle note del basso continuo, gli esecutori potevano estemporaneamente realizzare per esteso l'armonia del brano mediante una successione di accordi ed altre note di abbellimento. Più esattamente i numeri (semplici, doppi, tripli) indicavano gli intervalli delle note da suonare rispetto alla nota del basso. Nella pratica, altri strumenti gravi, ad arco (violoncello, violone, contrabbasso, viola da gamba) o a fiato (trombone, fagotto), potevano raddoppiare la linea del basso continuo.

Il basso continuo non fu utilizzato soltanto nella pratica dell'accompagnamento, ma anche come linea-guida di una composizione per strumento a tastiera, elaborata all'impronta dall'organista o dal clavicembalista sulla base del basso numerato. È questa l'arte del suonare sopra al basso, già testimoniata ne L'organo suonarino (1605) di Adriano Banchieri, in cui vengono presentati alcuni versetti per organo da intercalare al canto gregoriano, notati su un «basso in canto figurato suonabile et cantabile», e poi menzionata nei manuali di basso continuo del XVII e XVIII secolo, come si ricava, per esempio, dal titolo del trattato di Francesco Gasparini L'armonico pratico al cimbalo. Regole, osservazioni ed avvertimenti per ben suonare il basso ed accompagnare sopra il cimbalo, spinetta ed organo (Venezia, 1708).
Esempi di sonate sopra il basso sono i Bassi continui e le Sonate a due cimbali di Bernardo Pasquini. 

Grazie alla diffusione nella pratica tastieristica nel corso del XVII secolo, dal secolo seguente i bassi continui divennero anche la base dei partimenti, uno strumento didattico utilizzato per insegnare i fondamenti della composizione (armonia, contrappunto, fuga) nelle scuole di musica dei conservatori di Napoli e in altre scuole italiane dal XVIII secolo fino al XIX.

## Storia
L'uso di accompagnare voci e strumenti con l'organo nella musica da chiesa iniziò a partire dalla metà del XVI secolo con l'avvento dei cosiddetti concerti sugli organi, mottetti per voci, strumenti e organo. Opere del genere, per grandi organici, a due e più cori, furono composte appositamente per particolari occasioni e sfruttare al meglio le particolari proprietà acustiche dei luoghi dove venivano eseguite. Parti di bassus ad organum sono presenti già in alcune composizioni sacre di autori come Alessandro Striggio (1587), Giovanni Croce (1594) e Adriano Banchieri (1595). Esse non avevano tuttavia alcuna funzione strutturale nella composizione dei brani e furono classificati come basso seguente o basso generale. Diverso invece è il caso dei nuovi generi musicali che appaiono all'inizio del XVII secolo, come l'opera, le monodie accompagnate (arie, madrigali e poi cantate a voce sola), mottetti concertati a una o più voci, canzoni e sonate strumentali, in cui il basso continuo assume una funzione strutturale della composizione, necessaria all'esecuzione. Lo vediamo, per esempio nelle prime opere date alle stampe, come la Rappresentazione d'Anima et di Corpo (1600) di Emilio de' Cavalieri, nell'Euridice sia di Giulio Caccini (1600), sia di Jacopo Peri (1600), nelle monodie della Nuove musiche di Caccini o nei mottetti dei Cento concerti ecclesiastici (1602) di Ludovico Viadana.
Ben presto apparvero i primi trattati sulla pratica del basso continuo: Del sonare sopra'l basso: con tutti li stromenti e dell'uso loro nel conserto (1607) di Agostino Agazzari, e la Breve regola per imparar a sonare sopra il basso con ogni sorta d'istrumento di Francesco Bianciardi (1607).
Il basso continuo, concepito come elemento strutturale della musica nell'età barocca, permane nella sua funzione pratica nelle composizioni del periodo classico, soprattutto nella musica sacra, ma anche nelle sinfonie e nei concerti, fino agli inizi del XIX secolo, e ancora nei recitativi secchi dell'opera buffa. Esempi del suo impiego nel XIX secolo sono assai rari, ma la prassi persiste regolarmente nella musica sacra da concerto o da chiesa, come vediamo nelle messe di Beethoven, Franz Schubert e Anton Bruckner, che hanno parti di basso continuo per l'organo. Carl Maria von Weber racconta che, nella quaresima del 1812, alla corte di Dresda poté ancora ascoltare l'ultimo tiorbista della storia suonare il basso continuo con l'orchestra: Johann Adolph Faustinus Weiss (1741-1814), figlio cadetto di Sylvius Leopold Weiss, il grande liutista contemporaneo di Johann Sebastian Bach.

## Esecuzione del basso continuo
La parte del basso continuo consiste in una linea di basso notata su un unico pentagramma. Le note possono essere corredate da numeri (singoli, doppi, tripli) e alterazioni (diesis, bemolli, bequadri) posti sotto (o sopra) le note per indicare con quali accordi esse debbano essere suonate. I numeri indicano perciò con quali rivolti (o inversioni) degli accordi si debbano porre sopra la linea del basso. Per quanto riguarda i dettagli, la realizzazione del basso continuo è normalmente lasciata alla sensibilità e all'esperienza dell'esecutore: in generale non esistono regole o obblighi particolari circa il numero di note che formano gli accordi. La dicitura tasto solo indica che per un breve periodo, di solito fino al termine della sezione, l'armonia non vada rinforzata da note alla mano sinistra, com'era d'uso, al fine di ottenere una sonorità meno intensa. Per quanto riguarda il basso continuo all'organo si conoscono molte indicazioni di registrazione, soprattutto in relazione all'accompagnamento della musica sacra italiana del XVII secolo, come per esempio quelle del Vespro della Beata Vergine (1610) di Claudio Monteverdi.

Il numero e il tipo di strumenti che costituiscono il gruppo (o sezione) del basso continuo non sono normalmente prefissati dal compositore. Gli strumenti del continuo possono variare a seconda dell'ambiente, del genere, dello stile e dell'epoca del brano. Nel gruppo del continuo viene abitualmente incluso almeno uno strumento capace di suonare accordi, come il clavicembalo, l'organo, l'arciliuto, la tiorba, la chitarra o l'arpa. Inoltre, vi si può includere un certo numero di strumenti in grado di suonare note gravi, come il violoncello, il contrabbasso, il violone, la viola da gamba o il fagotto. Di norma nelle esecuzioni moderne si adoperano più frequentemente il clavicembalo e il violoncello per le musiche strumentali e profane, come ad esempio l'opera e la cantata, e l'organo per la musica sacra. Tali scelte sono facilmente contraddette da tutta una gamma di soluzioni testimoniate nei documenti, che variano e si adattano a un numero di situazioni infinitamente più variegato (per luoghi, epoche, ambienti) di quanto si possa immaginare.
L'esecutore del basso continuo su strumenti a tastiera (organo, clavicembalo), o altri strumenti comunque in grado di eseguire accordi, realizza un basso continuo suonando, oltre alla nota di basso indicata, le note necessarie per formare un accordo completo al momento dell'esecuzione. La notazione del basso numerato o cifrato o figurato, descritta successivamente, è soltanto una linea-guida che affida alla competenza del continuista la possibilità di concertare sapientemente il brano con le altre parti vocali e strumentali. Le edizioni di musica pratica dall'Ottocento fino alla metà del Novecento fornivano agli esecutori la parte del basso continuo realizzata per esteso sul normale sistema a due pentagrammi per strumento a tastiera, eliminando quindi la necessità di improvvisare la parte. Tuttavia, a partire dalla seconda metà del Novecento, si è assistito ad un'inversione di tendenza: con il sorgere e il rapido diffondersi delle esecuzioni 'storicamente informate', si è imposta tra gli esecutori la consuetudine di improvvisare al momento la realizzazione del basso continuo, cercando di ricostruirne la prassi sulla base dei trattati del XVII e XVIII secolo.
La notazione numerica qui sotto descritta non è una convenzione rigidamente accettata da tutti i compositori. Soprattutto nel XVII secolo i numeri erano spesso omessi, qualora il compositore pensasse che l'accordo fosse ovvio. I primi compositori, come Emilio de' Cavalieri, Giulio Caccini, Claudio Monteverdi e altri, specificavano l'altezza precisa delle note d'armonia con l'uso di intervalli composti come 10, 11, 12 e 15. Successivamente, però, si usarono di norma soltanto le cifre indicanti gli intervalli dalla seconda fino alla nona.

### Numeri
I numeri indicano la distanza (in gradi della scala) delle note da suonare sopra quella data nel basso. Per esempio:
Qui la nota al basso è un Do, ed i numeri 4 e 6 indicano le note disposte ad una quarta e ad una sesta dal Do, quindi Fa e La.
I numeri 3 e 5 vengono abitualmente tralasciati (anche se non sempre), vista la frequenza con cui ricorrono. Ad esempio:
In questa sequenza la prima nota è priva di numeri: il 3 ed il 5 sono stati omessi. Bisognerà quindi suonare le note ad una terza e ad una quinta di distanza, ovvero un accordo in stato fondamentale. La nota successiva ha un 6, che indica una nota ad una sesta di distanza: il 3 è stato omesso. L'ultima nota è accompagnata da un 7: anche qui, il 3 ed il 5 sono stati omessi. Questa sequenza equivale a:
L'esecutore decide autonomamente, anche in base al tempo ed alla densità della musica, in quale ottava suonare le note e se elaborarle ulteriormente (sviluppando, ad esempio, una linea superiore melodicamente interessante).
A volte, anche altri numeri vengono omessi: un 2 o 42 indicano, per esempio, 2-4-6.
A volte cambiano i numeri su una nota tenuta del basso. In questo caso i nuovi numeri sono scritti nel punto della battuta in cui devono essere suonati. Nel prossimo esempio la linea superiore è una linea melodica (non è parte del basso numerato):
Quando la nota del basso cambia ma l'accordo rimane fermo, si scrive una linea orizzontale della lunghezza necessaria:

### Alterazioni
Quando un'alterazione è presente senza alcun numero, si suona un intervallo di terza e di quinta, con la terza alterata. Ad esempio:
Da suonare così:
A volte l'alterazione è posta dopo il numero.
In alternativa, una croce posta accanto ad un numero indica che tale nota debba essere alzata da un semitono. Un altro metodo per indicare ciò consiste nel disegnare una linea attraverso il numero stesso. I seguenti tre esempi, dunque, indicano tutti la stessa cosa:

## Utilizzo nella musica contemporanea
A volte il basso continuo viene utilizzato dai musicisti classici come una forma abbreviata per indicare gli accordi, anche se non è generalmente usato nelle composizioni musicali moderne. Anche nella notazione per fisarmonica si usa un tipo di basso continuo. L'uso odierno più comune per la notazione è quello di indicare i rivolti; in questo caso, spesso, al posto del rigo musicale si indica semplicemente la nota fondamentale (in stile inglese) unita al numero del rivolto. Ad esempio, un accordo di Do nel rivolto di quarta e sesta verrebbe scritto come {\displaystyle C_{4}^{6}}.
I simboli del basso numerato possono anche essere utilizzati insieme ai numeri romani nell'analizzare l'armonia funzionale; quest'uso viene detto romano numerato. L'accordo di cui sopra, se la tonalità di base è quella di fa maggiore, sarà pertanto indicato come {\displaystyle V_{4}^{6}}.